# Lani Cabrera
Lani Rose Cabrera (sinh ngày 22 tháng 4 năm 1993) là một vận động viên bơi lội người Barbados. Cô đã tham gia cuộc thi tự do 400 mét nữ tại Thế vận hội Mùa hè 2016, nơi cô xếp thứ 30 với thời gian 4: 28,95. Cô không lọt vào bán kết.